# Misumenops guianensis
Misumenops guianensis là một loài nhện trong họ Thomisidae.
Loài này thuộc chi Misumenops. Misumenops guianensis được Władysław Taczanowski miêu tả năm 1872.